# Goluba
Goluba (ryska: Голуба) är ett vattendrag i Belarus.   Det ligger i voblasten Mahiljoŭs voblast, i den östra delen av landet, 240 km öster om huvudstaden Minsk.
I omgivningarna runt Goluba växer i huvudsak blandskog. Runt Goluba är det glesbefolkat, med 11 invånare per kvadratkilometer.